# Albatros W.2
L'Albatros W.2 era un idroricognitore biplano, monomotore e biposto, sviluppato dalla allora azienda tedesco imperiale Albatros Flugzeugwerke GmbH negli anni dieci del XX secolo.
Sviluppo in configurazione idrovolante del precedente ricognitore basato a terra C.III, venne realizzato in un singolo esemplare ed adottato da reparti aerei della Kaiserliche Marine, la marina militare dell'Impero tedesco, durante le fasi della prima guerra mondiale.

## Tecnica
L'Albatros W.2 era un modello dall'aspetto, per il periodo, convenzionale e che riprendeva l'impostazione generale del C.III, il modello da cui derivava direttamente tranne per l'adozione dei due galleggianti: monomotore, biposto e biplano.
La fusoliera, una semi-monoscocca realizzata con struttura in legno con rivestimento multistrato, era caratterizzata da due abitacoli aperti in tandem, l'anteriore destinato all'osservatore ed il posteriore al pilota. Posteriormente terminava in un impennaggio classico monoderiva caratterizzato da una pinna dorsale triangolare raccordata al timone e piani orizzontali controventati da una coppia di montanti obliqui per lato, in una foggia "a freccia" che caratterizzerà anche i successivi modelli dell'azienda.
La configurazione alare era biplana con ala superiore dall'apertura leggermente superiore dell'inferiore, entrambe caratterizzate da un sensibile angolo di diedro positivo. Nei modelli iniziali erano collegate tra loro da una tripla coppia di montanti per lato integrati da tiranti in cavetto d'acciaio.
Il galleggiamento era assicurato da una coppia di grandi scarponi di forma particolarmente curata collegati alla parte inferiore della fusoliera tramite un'intelaiatura tubolare.
La propulsione era affidata ad un motore Mercedes D.III, un 6 cilindri in linea raffreddato a liquido in grado di erogare una potenza pari a 160 CV (118 kW), posizionato all'apice anteriore della fusoliera, racchiuso da un cofano metallico ed abbinato ad un'elica bipala in legno a passo fisso. L'impianto di raffreddamento prevedeva la collocazione del radiatore davanti al bordo di attacco dell'ala superiore.
L'armamento era costituito da una singola mitragliatrice Parabellum MG 14 calibro 7,92 mm a disposizione dell'osservatore.

## Utilizzatori
Germania
- Kaiserliche Marine